# Берцо Демо
Бѐрцо Дѐмо (на италиански: Berzo Demo, на източноломбардски: Bèrs Dem, Берс Дем) е община в Северна Италия, провинция Бреша, регион Ломбардия. Разположена е на 785 m надморска височина. Населението на общината е 1701 души (към 2013 г.).
Административен център на общината е село Берцо (Berzo).